# مونتزونو
مونتزونو (به ایتالیایی: Monzuno) یک کومونه در ایتالیا است که در استان بولونیا واقع شده‌است. مونتزونو ۶۵ کیلومترمربع مساحت و ۶٬۲۱۶ نفر جمعیت دارد و ۶۲۱ متر بالاتر از سطح دریا واقع شده.